# Referendum o ustavnoj definiciji braka u Sloveniji 2012.
Referendum o bračnom zakoniku (slo. Zakonodajni referendum o Družinskem zakoniku) održan je u Sloveniji 25. ožujka 2012. godine. 

## Rezultati
| Izbor                                                 | Glasova   | Postotak |
| ----------------------------------------------------- | --------- | -------- |
| PROTIV                                                | 279.937   | 54,55    |
| ZA                                                    | 233.268   | 45,45    |
| nevažećih                                             | 4.893     |          |
| važećih                                               | 513.205   |          |
| predanih listića                                      | 518.098   |          |
| Ukupno glasovalo                                      | 518.207   | 100,00   |
| Registriranih birača i izlaznost                      | 1.709.417 | 30,31    |
| Izvor: Republika Slovenija - Državna volilna komisija |           |          |

Po izbornim jedinicama rezultati su bili sljedeći: 
- izborna jedinica Kranj: protiv 56,58 %, za 43,42 %
- izborna jedinica Postojna: protiv 52,98 %, za 47,02 %
- izborna jedinica Ljubljana centar: protiv 45,21 %, za 54,79 %
- izborna jedinica Ljubljana Bežigrad: protiv 51,03 %, za 48,97 %
- izborna jedinica Celje: protiv 59,13 %, za 40,87 %
- izborna jedinica Novo Mesto: protiv 60,49 %, za 39,51 %
- izborna jedinica Maribor: protiv 54,84 %, za 45,16 %
- izborna jedinica Ptuj: protiv 64,37 %, za 35,63 %[2]

Najviši postotak glasova protiv bio je u kranjskoj izbornoj jedinici u izbornim okruzima Kranj III (68,14%), Škofja Loka II (70,97%), u postojnskoj izbornoj jedinici u izbornim okruzima Tolmin (62,97%), Ilirskoj Bistrici (60,28%), Novoj Gorici I (59,50%) i Ajdovščini (71,52%), u izbornoj jedinici Ljubljana Centar u izbornom okrugu Cerknici-Logatcu (62,02%), u izbornoj jedinici Ljubljana Bežigrad u izbornom okrugu Ribnici (75,24%), Grosuplju (67,15%), Litiji (61,96%), Domžalama I (60,31%), u celjskoj izbornoj jedinici u izbornom okrugu Šentjuru (72,41%), Celju I (61,59%), Žalcu I (61,19%), Mozirju (70,35%), Velenju II (63,98%), Dravogradu-Radlju (64,29%), u izbornoj jedinici Novo Mesto u izbornim okruzima Črnomelju-Metlici 63,07 %, Novom Mestu I 72,50 %, Trebnju 66,88 %, Brežicama 59,33%, Krškom 64,01 %, Sevnici 64,28 %, Laškom 62,76 %, u mariborskoj izbornoj jedinici u izbornom okrugu Šmarju pri Jelšah 67,97 %, Slovenskoj Bistrici 61,78 %, Slovenskim Konjicama 69,70 %, Mariboru III 63,41%, te u ptujskoj izbornoj jedinici u izbornom okrugu Lendavi 69,65 %, Ormožu 69,01 %, Ljutomeru 63,62 %, Murskoj Soboti I 62,96 %, Gornjoj Radgoni 61,74 %, Lenartu 70,33 %, Pesnici 60,35 %, Ptuju I 72,40 % i Ptuju III 73,46 %.

## Reakcije
Slovenski parlament je na proljeće 2015., u suprotnosti s rezultatima ovog referenduma, prihvatio velikom većinom glasova zakon o izjednačavanju istospolne veze i braka, i posvajanje djece. Većinu u parlamentu imala je liberalno-lijeva koalicija, a protivile su mu se konzervativne stranke i udruge bliske Katoličkoj Crkvi. Ovim su zakonom bila proširena prava homoseksualne populacije. Sve je rezultiralo novim referendumom u kojem su slovenski birači u još u većem postotku odbili predloženi zakon.